# Kobyla Miejska
Kobyla Miejska – wieś w Polsce położona w województwie łódzkim, w powiecie zduńskowolskim, w gminie Szadek.
Wieś królewska w tenucie szadkowskiej w powiecie szadkowskim województwa sieradzkiego w końcu XVI wieku. W latach 1975–1998 miejscowość administracyjnie należała do województwa sieradzkiego.